# Fougueux (1785)
El Fougueux fue un navío de línea francés de 78 cañones construido en Lorient entre 1784 y 1785 por  el ingeniero Segondat.

## Historia
En 1796 el Fougueux formó parte de la expedición a Irlanda al mando del oficial francés Esprit-Tranquille Maistral.
En 1805 participó en la Batalla de Trafalgar en la cual fue el primer navío en abrir fuego contra el barco inglés HMS Royal Sovereign. Más tarde, acudió en ayuda del barco francés Redoutable en su lucha contra el HMS Temeraire.
Tras quedar seriamente dañado por las andanadas del Temeraire, los ingleses se aproximaron al costado de babor del  Fougueux y abordaron su cubierta principal a través de cadenas.
Los franceses defendieron las cubiertas con bravura pero fueron rápidamente sobrepasados por los ingleses. El capitán del Fougueux, Louis Alexis Baudoin, había sufrido una fatal herida en el inicio del combate dejando al oficial François Bazin al cargo. Al darse cuenta de que todos los oficiales estaban muertos o heridos y la mayoría de las armas inutilizadas, Bazin rindió el barco al oficial inglés que lideró el abordaje.
Según cita el informe oficial de Jean Jacques Etienne Lucas, capitán del Redoutable:

El Fougueux, que había combatido contra varios barcos enemigos, fue abandonado por ellos sin que hubiera bajado bandera. Estaba sin mástiles ni aparejos y no era más que un casco ingobernable. Incrustado entre un grupo de barcos fue abordado por el Temeraire. El Fougueux, a pesar de todo, opuso una seria resistencia. Su bravo capitán, Baudoin, quiso intentar un último esfuerzo, pero en vano. Había muerto al inicio y su segundo al mando fue herido en el mismo momento, por lo que algunos hombres del Temeraire saltaron a bordo y tomaron posesión.

Al día siguiente una fuerte tormenta se abatió sobre los barcos supervivientes. El Fougueux fue conducido cerca de la costa donde naufragó. Sólo sobrevivieron 25 hombres de a bordo.